# 喇叭茶亚属
喇叭茶属（学名：Ledum）又名杜香屬，包括杜香（Ledum palustre）等植物，现降为杜鹃花科杜鵑花屬的一个亚属：喇叭茶亞属或称杜香亞屬。为常绿灌木植物。分布于北半球寒冷地带。

## 物种
本属原来包括以下物种：
- Ledum glandulosum
- 杜香Ledum palustre
  - 杜香 Ledum palustre var. dilatatum